# Richtbeil (Holzbearbeitungswerkzeug)
Ein Richtbeil ist ein Holzbearbeitungswerkzeug. Es hat in der Regel eine einseitig geschärfte Klinge und wird beispielsweise von Wagnern oder Stellmachern zur Stellmacherei genutzt. Es ist nicht mit dem Richtbeil eines Scharfrichters zu verwechseln. 